# Ezio Mizzan
Ezio Mizzan (Trieste, Italia; 1905-Rawalpindi, Pakistán; 26 de marzo de 1969) fue un diplomático italiano. Él fue el encargado de negocios en China, el embajador de Italia en Tailandia y el embajador de Italia en Pakistán.
Nació de padres italianos en Trieste, en ese momento parte de Austria-Hungría (hoy Italia). Se graduó en Roma y fue empleado del Ministerio de Asuntos Exteriores de Italia. En representación de este último, fue contratado para resolver los problemas con la Venecia Julia. 
Luego fue cónsul en Río de Janeiro y Annaba, y durante los períodos de entreguerras y guerra fue diplomático en Bucarest, Bruselas, Berlín y París.
A finales de la década de 1940 estuvo en China, donde experimentó el auge del comunismo. Se convirtió en el encargado de negocios en China durante la crítica década de los cuarenta. Jugó un papel destacado en las relaciones bilaterales de los dos países, cuando Italia estaba decidiendo si reconocer a China comunista o romper las relaciones diplomáticas con esa, después de que él aconsejó tomar una decisión firme en lugar de mantener una neutralidad ambigua.
Más tarde se convirtió en embajador de Italia en Tailandia y más tarde en embajador de Italia en Pakistán, donde murió en Rawalpindi en 1969.